# Relations entre Djibouti et l'Union européenne
Les relations entre Djibouti et l’Union européenne reposent sur l'aide au développement fournie par l'Union européenne.

## Aide au développement
La stratégie de l'Union européenne dans le cadre du 9e Fonds européen de développement (FED) fut d'allouer 32 millions d'euros à Djibouti afin de permettre une réforme de l'économie ayant pour but la réduction de la pauvreté.
Lors de la 10e FED, l'Union a alloué des fonds à Djibouti afin qu'ils soient utilisés pour améliorer l'accès à l'eau (cela incluait aussi le traitement des eaux usées) et à l'énergie.

## Sources

## Compléments